# Forêt nationale d'Arapaho
La forêt nationale d'Arapaho est une forêt nationale localisée dans le centre-nord du Colorado, aux États-Unis. Ce parc national est géré conjointement avec la forêt national Roosevelt et la prairie nationale Pawnee par les bureaux de le Service des forêts des États-Unis, à Fort Collins, au Colorado. Par ailleurs, la forêt nationale d'Arapahot a une aire de 2 932,67 km2.
Le parc national est situé dans les montagnes Rocheuses. Il a été établi le 1er juillet 1908 par le président Theodore Roosevelt et a été nommé ainsi en hommage à la tribu des Arapahos, amérindiens ayant vécu dans les plaines orientales du Colorado.
La forêt inclut une partie des hautes Rocheuses et la vallée fluviale dans le haut bassin du fleuve Colorado. La forêt est en grande partie située dans les comtés de Grand et Clear Creek, mais se répand aussi dans les comtés voisins.

## Protection du territoire

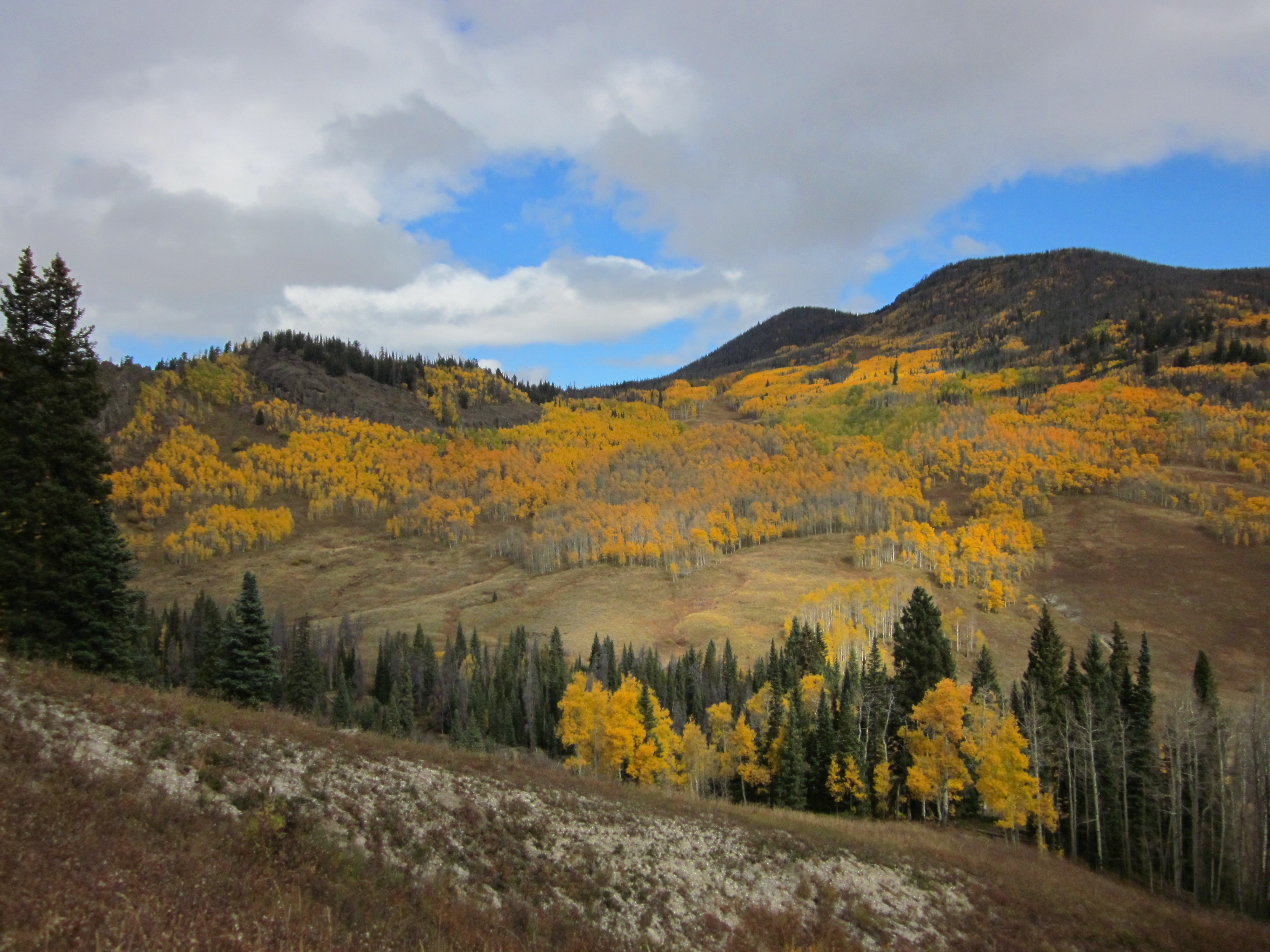
Trembles colorés dans le Sulphur Ranger District

La forêt nationale d'Arapaho comprend en sept aire protégée, soit l'aire nationale de récréation Arapaho (147,5 km2), les zones de nature sauvage Byers Peak (35,62 km2) et Vasquez Peak et une partie des réserves intégrales Indian Peaks (424,12 km2), James Peak (30,3 km2), Mount Evans (162,98 km2) et Never Summer (58,4 km2).

## Anecdotes

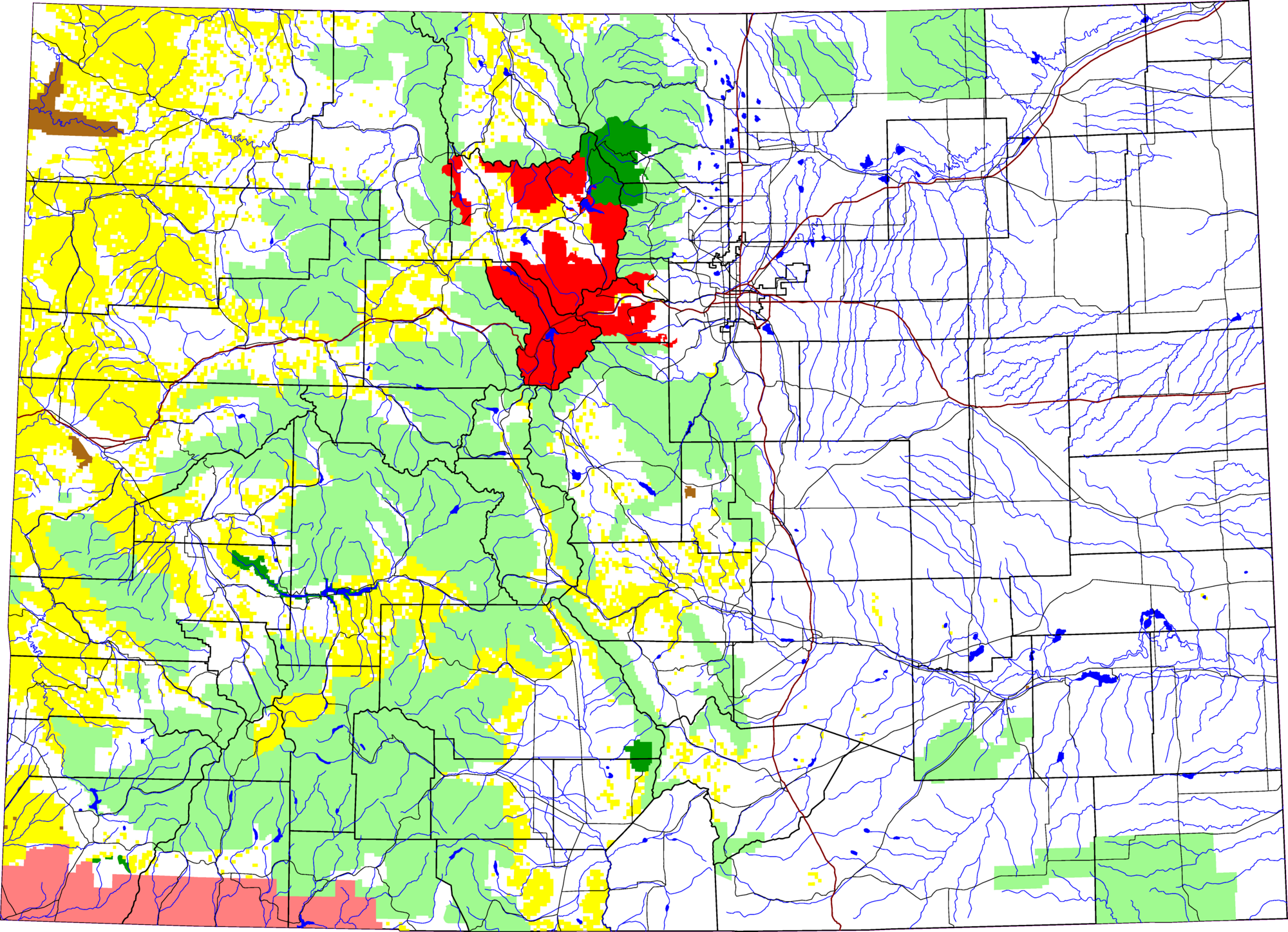
En rouge, sur cette carte du Colorado, la zone de la forêt nationale d'Arapaho.

La plupart du film L'Aube rouge se déroule dans la forêt d'Arapaho. En réalité, le film a été tourné au Nouveau-Mexique.